# -i
Das Suffix -i wird in der deutschen Umgangssprache und den deutschen Mundarten verbreitet verwendet, um Kurzwörter zu bilden.
Laut dem Duden wird es etwa zum Abkürzen oder Erweitern von Substantiven wie häufig Namen zu einem Kosenamen verwendet und kennzeichnet eine Koseform, als Beispiele werden Kati, Klausi, Schatzi genannt. Es wird auch zum Abkürzen oder Erweitern von Wörtern unterschiedlicher Wortart verwendet und drückt eine gewisse wohlwollende Einstellung gegenüber der Person oder der Sache aus. Andererseits wird es zum Abkürzen von Substantiven verwendet und bezeichnet eine Person, die sehr allgemein durch etwas charakterisiert wird, Beispiele hierzu sind Fundi, Sympi, Wessi. Letztlich sind substantivische Abkürzungen entstanden, die durch Weglassen der auf -i folgenden Buchstaben entstanden ist, als Beispiele hierzu werden Assi, Promi, Zivi angegeben.
Zur Verwendung als Diminutivsuffix im Schweizerdeutschen siehe -li.